# Infinity II
L’Infinity II est un projet annulé de gratte-ciel résidentiel dans le quartier de Brickell à Miami.